# L'avventuriere onorato
L'avventuriere onorato è un'opera teatrale in prosa in tre atti di Carlo Goldoni scritta sul finire del 1750 e messa in scena per la prima volta a Venezia durante il Carnevale del 1751. Si tratta di una delle 16 commedie nuove che l'autore si era impegnato a scrivere in un anno per l'impresario Girolamo Medebach: composta in lingua veneziana, fu successivamente rielaborata e trasposta in italiano, sostituendo al personaggio di Arlecchino quello di Berto.

## Trama
A seguito di un naufragio, il veneziano Guglielmo giunge avventurosamente a Palermo. Dopo aver raccontato di avere esercitato qua e là per l’Italia i più diversi mestieri (medico, avvocato, maestro, mercante, commediografo, ecc.), Guglielmo riesce a insinuarsi nell’alta società palermitana, aiutato dal suo fascino misterioso e dalla sua capacità di seduzione. Conteso da due signore e avversato dalla nobiltà locale come cacciatore di dote, si libera della sopraggiunta fidanzata napoletana, sposa la donna più ricca della città e conquista la fiducia del viceré. 

## Poetica
In questa sorprendente commedia dai toni romanzeschi, secondo Giuseppe Ortolani e altri critici, Goldoni adombrerebbe sé stesso sotto la figura di Guglielmo, falso avvocato e mercante fallito. Nella prefazione alla commedia per l'edizione a stampa, il commediografo spiegò: Alcuni vogliono, come altra fiata ho avuto occasion di dire, che nel mio Avventuriere abbia avuto animo di rappresentar me medesimo; in alcuni avvenimenti vi potrei esser ravvisato, ma in altri no. L’Avvocato, il Medico, il Cancelliere, il Segretario, il Console Mercantile e pur troppo il Poeta Teatrale sono impieghi che, quando più, quando meno, ho avuto occasione di esercitare; ma in vari tempi, in vari luoghi, in circostanze diverse da quelle del mio Avventuriere. Oh quante favole di me si scriveranno, quand'io averò terminato di vivere! Se tante se ne dicono ora ch'io son vivo, è ragionevole il credere che dopo la mia morte si raddoppieranno. 
E nei suoi Mémoires affermò: Misi mano a un altro soggetto, che per quanto non presentasse alcunché di meraviglioso, poteva esser collocato nella classe dei Tom Jones, dei Tompsons, dei Robinsons, e loro simili, per motivo delle singolari combinazioni. Il protagonista peraltro aveva qualche principio storico, poiché se L’Avventuriero onorato, che dà titolo alla commedia, non è in tutto e per tutto il mio vero ritratto, ha provato almeno tanti avvenimenti e ha esercitato tanti mestieri, quanti ne ho provati ed esercitati io stesso; onde, siccome il pubblico, plaudendo questa composizione, mi faceva la grazia di appropriarmi fatti e massime che mi facevano onore, non potei occultare di aver dato nel comporla un’occhiata ai casi miei. Frattanto la mia produzione, e per la parte storica e per la favolosa, fu ricevuta con favore. L'Avventuriere onorato ebbe un successo deciso e costante, e mi compiacqui insieme del buon incontro della composizione e dell’onore dell’allegoria.